# Ramfis Trujillo
Rafael Leonidas "Ramfis" Trujillo Martinez, född 5 juni 1929, död 27 december 1969 i Madrid, Spanien, var en dominikansk militär, politiker och playboy, son till diktatorn Rafael Trujillo, och svåger med Porfirio Rubirosa. 27 maj 1961 utsågs han till högste chef för Dominikanska republikens militärförvaltning. Tidigt på morgonen 31 maj 1961 när han fick höra om mordet på sin far, tog han flyget från Paris till Ciudad Trujillo tillsammans med Rubirosa och sin bror Radhamés Trujillo. Han grep omedelbart makten och satte igång en klappjakt på misstänkta. Medan många av de dominikanska konspiratörerna mot Rafael Trujillo mördades, vågade inte Ramfis vidta åtgärder mot amerikanska medborgare. Han lämnade makten ifrån sig senare samma år. I exil fortsatte han med sitt playboyliv, som möjliggjordes av de pengar som han fick med sig från Dominikanska republiken. Han levde i Spanien under Francisco Francos beskydd och skadades svårt i en bilolycka i december 1969. Några dagar senare fick han lunginflammation och dog.